# Arjen Teeuwissen
Arjen Gerald Teeuwissen (Molenhoek, 29 maart 1971 – Zoersel, 29 mei 2024) was een Nederlands dressuurruiter.
Hij had bij het Nederlands Hippisch Centrum (NHC) in Deurne zijn opleiding gevolgd. Zijn grootste successen had Teeuwissen met het paard Goliath T. In 1999 won Teeuwissen het Nederlands kampioenschap op landgoed Brakkesteyn in Nijmegen. Op de Europese kampioenschappen van 1999 en 2001 won hij in totaal drie zilveren medailles en een bronzen. Teeuwissen won als lid van het dressuurteam op de Olympische Zomerspelen in 2000 (met Ellen Bontje, Anky van Grunsven en Coby van Baalen) een zilveren medaille. In 2002 kreeg Goliath T een blessure en alhoewel het paar nog terugkeerde in de wedstrijdsport, betekende dit in 2005 het einde van de combinatie en ging het paard met pensioen. Het lukte hierna niet om wederom een succespaard te vinden en nadat Teeuwissen nog met Polansky, Rivaldi en Silver 'n Brasse aan wedstrijden deelnam, stopte hij in 2014.
In 1998 verhuisde hij naar België en had ruim dertig jaar een eigen stal waar hij ook rijders trainde. In de jaren 2020 trok hij zich steeds meer terug uit de paardensport. Hij woonde samen met zijn man, een voormalig chefkok. Het paar huwde in 2007 en samen hadden zij een horecaonderneming.
Teeuwissen overleed plotseling op 29 mei 2024. Hij werd 53 jaar oud.